# Bakhtine démasqué
Bakhtine démasqué : Histoire d'un menteur, d'une escroquerie et d'un délire collectif est un essai de 2011 publié à Genève par Jean-Paul Bronckart et Cristian Bota.

## Contenu
L'argumentation met en question l'origine véritable de plusieurs idées attribuées à Mikhaïl Bakhtine et donc leur cohérence au sein de son œuvre et à dépeindre une prolifique et profitable Bakhtin Industry trouvant une cohérence dans un assemblage fondamentalement hétérogène de plagiats. 
Bronckart et Bota s'appliquent à distinguer les voix de Pavel Medvedev, Valentin Volochinov et Bakhtine dans le corpus bakhtinien pour montrer que ce dernier avait des vues politiques et philosophiques totalement opposées à celles de ces deux théoriciens soviétiques disparus dans les années 1930.

## Critique
Cet ouvrage a fait l'objet de nombreuses critiques de la part du monde universitaire. On a notamment reproché à ses auteurs un manque d'impartialité à l'égard de leur sujet, une méconnaissance du russe qui implique que leurs analyses se fondent sur des traductions parfois erronées, et l'absence de documents inédits,,.